# Ridley Scott
Sir Ridley Scott KBE (n. 30 noiembrie 1937 în South Shields, Anglia) este un regizor de filme britanic considerat unul dintre cei influenți și mai renumiți regizori contemporani, cunoscut și recunoscut pentru stilul vizual deosebit. Printre filmele produse sub regia sa se numără numeroase filme de acțiune produse în Hollywood. Fratele său, Tony Scott, a fost de asemenea regizor. Ridley și Tony dețin din anul 1970 firma producătoare de filme de reclame „Ridley Scott Associates” (RSA) care se numise anterior „Scott Free Production” (între 1955 și 1970). Ridley Scott a fost înnobilat în anul 2003 de către regina Angliei pentru meritele sale cu titlul de "cavaler".

## Filmografie

### Filme
| An   | Film                       | Nominalizări la Oscar | Oscar-uri câștigate |
| ---- | -------------------------- | --------------------- | ------------------- |
| 1977 | The Duellists              |                       |                     |
| 1979 | Alien                      | 2                     | 1                   |
| 1982 | Blade Runner               | 2                     |                     |
| 1985 | Legend                     | 1                     |                     |
| 1987 | Someone to Watch Over Me   |                       |                     |
| 1989 | Black Rain                 | 2                     |                     |
| 1991 | Thelma & Louise            | 6                     | 1                   |
| 1992 | 1492: Conquest of Paradise |                       |                     |
| 1996 | White Squall               |                       |                     |
| 1997 | G.I. Jane                  |                       |                     |
| 2000 | Gladiator                  | 12                    | 5                   |
| 2001 | Hannibal                   |                       |                     |
| 2001 | Black Hawk Down            | 4                     | 2                   |
| 2003 | Matchstick Men             |                       |                     |
| 2005 | Kingdom of Heaven          |                       |                     |
| 2006 | A Good Year                |                       |                     |
| 2007 | American Gangster          | 2                     |                     |
| 2008 | Body of Lies               |                       |                     |
| 2010 | Robin Hood                 |                       |                     |
| 2012 | Prometheus                 | 1                     |                     |
| 2013 | The Counselor              |                       |                     |
| 2014 | Exodus: Gods and Kings     |                       |                     |
| 2015 | The Martian                |                       |                     |
| 2017 | Alien: Covenant            |                       |                     |
| 2017 | All the Money in the World |                       |                     |

### Reclame publicitare
- Bike Round pentru Hovis[7] (1973)
- Chanel... Share the fantasy. pentru Chanel[8] (1979)
- 1984 pentru Apple Computer (1984)
- Deficit Trials pe YouTube pentru W.R. Grace (1986)
- The Choice of a New Generation pentru Pepsi (1986) (cu Don Johnson și Glenn Frey)
- Nissan 300ZX Twin Turbo Super Bowl commercial (1992)
- 1995: Hutchison Telecom Future Thoughts RSA / Orange Telecom
- "La Légende de Quézac" (1995)
- Fame pentru Lady Gaga Fame (producător executiv, 2012)
- Coca-Cola's The Polar Bears (producător, 2012)
- 2016: "Ridley Scott + IBM Watson: A Conversation" pe YouTube pentru IBM

### Producții TV
- Numb3rs (producător, 2005–2010)
- The Good Wife (producător executiv, 2009–prezent)
- The Pillars of the Earth (producător executiv, 2010)
- Prophets of Science Fiction (producător executiv, 2011)
- Gettysburg (producător executiv, 2011)
- Britain in a Day (producător executiv, 2012)
- Coma (dezvoltator, 2012)
- World Without End (producător executiv, 2012)
- Labyrinth (producător executiv, 2012)
- Killing Lincoln (dezvoltator, 2013)
- Killing Kennedy (dezvoltator, 2013)
- Halo: Nightfall (producător executiv, 2014)
- Killing Jesus (dezvoltator, 2015)
- 3001: The Final Odyssey (producător executiv, 2015)[9]

## Premii și nominalizări

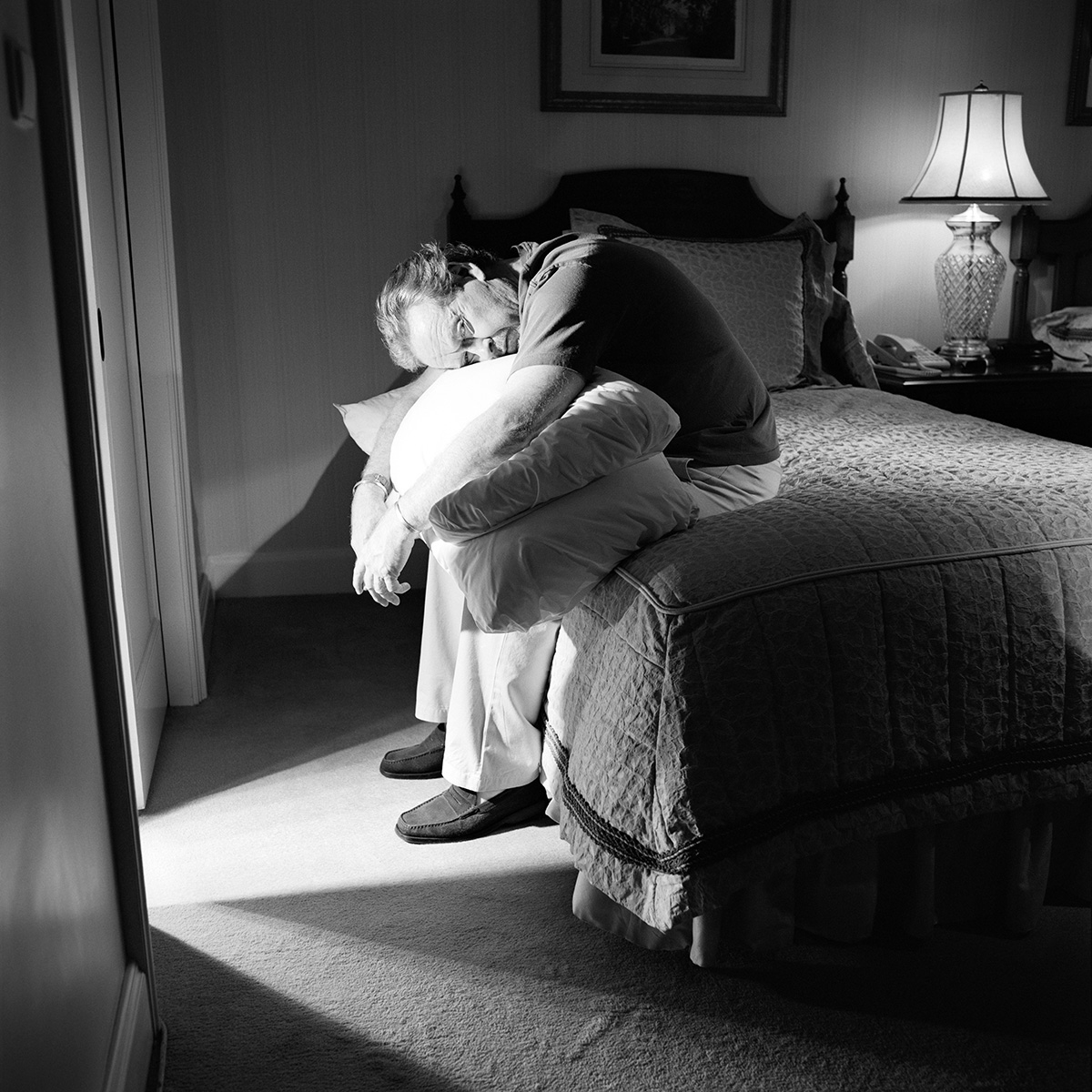
Ridley Scott portretizat de Oliver Mark, Berlin 2005

| An   | Premiu                  | Categorie                             | Titlu               | Rezultat     |
| ---- | ----------------------- | ------------------------------------- | ------------------- | ------------ |
| 1977 | Cannes                  | Best Debut Film Award                 | The Duellists       | Câștigat     |
| 1977 | Cannes                  | Palme d'Or                            | The Duellists       | Nominalizare |
| 1979 | Saturn Awards           | Best Director                         | Alien               | Câștigat     |
| 1979 | Saturn Awards           | Best Science Fiction film             | Alien               | Câștigat     |
| 1983 | Saturn Awards           | Best Director                         | Blade Runner        | Nominalizare |
| 2001 | Saturn Awards           | Best Director                         | Gladiator           | Nominalizare |
| 2004 | Saturn Awards           | The George Pal Memorial Award         |                     | Câștigat     |
| 1991 | DGA                     | Best Director – Motion Picture        | Thelma & Louise     | Nominalizare |
| 2001 | DGA                     | Best Director – Motion Picture        | Gladiator           | Nominalizare |
| 2002 | DGA                     | Best Director – Motion Picture        | Black Hawk Down     | Nominalizare |
| 1991 | Premiile Oscar          | Best Director                         | Thelma & Louise     | Nominalizare |
| 2000 | Premiile Oscar          | Best Director                         | Gladiator           | Nominalizare |
| 2001 | Premiile Oscar          | Best Director                         | Black Hawk Down     | Nominalizare |
| 2000 | Golden Globe            | Best Director – Motion Picture        | Gladiator           | Nominalizare |
| 2006 | Golden Globe            | Best Director – Motion Picture        | American Gangster   | Nominalizare |
| 1991 | Premiile BAFTA          | Best Director                         | Thelma & Louise     | Nominalizare |
| 2000 | Premiile BAFTA          | Best Director                         | Gladiator           | Nominalizare |
| 2001 | Premiile Satellite      | Best Director                         | Gladiator           | Nominalizare |
| 2002 | American Film Institute | Director of the Year                  | Black Hawk Down     | Nominalizare |
| 2002 | American Film Institute | Movie of the Year                     | Black Hawk Down     | Nominalizare |
| 2002 | Emmy Award              | Outstanding Made for Television Movie | The Gathering Storm | Câștigat     |
| 2010 | Emmy Award              | Outstanding Drama Series              | The Good Wife       | Nominalizare |
| 2011 | Emmy Award              | Outstanding Nonfiction Special        | Gettysburg          | Câștigat     |
| 2014 | Visual Effects Society  | Lifetime Achievement Award            |                     | Câștigat     |

## Performanțe la box office
| Data | Film                       | Studio | Încasări în SUA | Încasări la nivel mondial | Cinematografe | Weekend-ul de lansare | Cinematografe la lansare | Buget        |
| ---- | -------------------------- | ------ | --------------- | ------------------------- | ------------- | --------------------- | ------------------------ | ------------ |
| 1977 | The Duellists              | Par.   |                 |                           |               |                       |                          | $900.000     |
| 1979 | Alien                      | Fox    | $80.931.801     | $104.931.801              | 757           | $3.527.881            | 91                       | $11.000.000  |
| 1982 | Blade Runner               | WB     | $32.768.670     | $33.139.618               | 1.325         | $6.150.002            | 1.295                    | $28.000.000  |
| 1985 | Legend                     | Uni.   | $15.502.112     | $15.502.112               | 1.187         | $4.261.154            | 1.187                    | $30.000.000  |
| 1987 | Someone to Watch Over Me   | Col.   | $10.278.549     | $10.278.549               | 894           | $2.908.796            | 892                      | $17.000.000  |
| 1989 | Black Rain                 | Par.   | $46.212.055     | $134.212.055              | 1.760         | $9.677.102            | 1.610                    | $30.000.000  |
| 1991 | Thelma & Louise            | MGM    | $45.360.915     | $45.360.915               | 1.180         | $6.101.297            | 1.179                    | $16.500.000  |
| 1992 | 1492: Conquest of Paradise | Par.   | $47.000.000     | $7.191.399                | 1.008         | $3.002.680            | 1.008                    | $47.000.000  |
| 1996 | White Squall               | BV     | $38.000.000     | $10.292.300               | 1.524         | $3.908.514            | 1.524                    | $38.000.000  |
| 1997 | G.I. Jane                  | BV     | $48.169.156     | $97.169.156               | 2.043         | $11.094.241           | 1.945                    | $50.000.000  |
| 2000 | Gladiator                  | DW     | $187.705.427    | $457.640.427              | 3.188         | $34.819.017           | 2.938                    | $103.000.000 |
| 2001 | Hannibal                   | MGM    | $165.092.268    | $351.692.268              | 3.292         | $58.003.121           | 3.230                    | $87.000.000  |
| 2001 | Black Hawk Down            | Sony   | $108.638.745    | $172.989.651              | 3.143         | $179.823              | 4                        | $92.000.000  |
| 2003 | Matchstick Men             | WB     | $36.906.460     | $65.565.672               | 2.711         | $13.087.307           | 2.711                    | $65.000.000  |
| 2005 | Kingdom of Heaven          | Fox    | $47.398.413     | $211.652.051              | 3.219         | $19.635.996           | 3.216                    | $130.000.000 |
| 2006 | A Good Year                | Fox    | $7.459.300      | $42.056.466               | 2.067         | $3.721.526            | 2.066                    | $35.000.000  |
| 2007 | American Gangster          | Uni.   | $130.164.645    | $265.697.825              | 3.110         | $43.565.115           | 3.054                    | $100.000.000 |
| 2008 | Body of Lies               | WB     | $39.394.666     | $115.321.950              | 2.714         | $12.884.416           | 2.710                    | $70.000.000  |
| 2010 | Robin Hood                 | Uni.   | $105.269.730    | $321.669.730              | 3.505         | $36.063.385           | 3.503                    | $200.000.000 |
| 2012 | Prometheus                 | Fox    | $126.477.084    | $403.354.469              | 3.442         | $51.050.101           | 3.396                    | $130.000.000 |
| 2013 | The Counselor              | Fox    | $16.973.715     | $70.237.649               | 3.044         | $7.842.930            | 3.044                    | $25.000.000  |
| 2014 | Exodus: Gods and Kings     | Fox    | $65.014.513     | $268.031.828              | 3.503         | $24.115.934           | 3.503                    | $140.000.000 |